# Polygonum pinetorum
Polygonum pinetorum là một loài thực vật có hoa trong họ Rau răm. Loài này được Hemsl. miêu tả khoa học đầu tiên năm 1891.